# Hans-Heinrich Wängler
Hans-Heinrich Wängler (* 20. Mai 1921 in Wandsbek; † 2001) war deutscher Phonetiker.

## Leben
Nach der Promotion zum Dr. phil. am 28. März 1949 und der Habilitation am 1. Juni 1957 in Hamburg lehrte er von 1957 bis 1964 Privatdozent für Phonetik an der Universität Hamburg.

## Schriften (Auswahl)
- Physiologische Phonetik. Eine Einführung. Elwert, Marburg 1972, ISBN 3-7708-0435-X.
- Über koordinierte Reaktionen der Atmung auf sprecherische (und sängerische) Ausdrucksgestaltungen. Buske, Hamburg 1973, ISBN 3-87118-132-3.
- Leitfaden der pädagogischen Stimmbehandlung. Marhold, Berlin 1976, ISBN 3-7864-5027-7.
- Grundrisse einer Phonetik des Deutschen. Mit einer allgemeinen Einführung in die Phonetik. Elwert, Marburg 1983, ISBN 3-7708-0753-7.